# طالبخان
طالبخان یکی از روستاهای استان آذربایجان شرقی است که در دهستان سراجوی غربی بخش مرکزی شهرستان مراغه واقع شده‌است.
رصد خانه مراغه در محوطه طالبخان واقع شده است
طالبخان دارای باغ های سرسبز آلوچه گردو و دارای معادن فراوان ماسه است
کمربندی غربی در حال احداث از سمت ضلع غربی طالبخان را در بر می گیرد 
با محله دارایی و گلشن زهرا و روستا های حاجی کرد و نوا همسایه است
راه اصلی روستا های حاجی کرد، خرمازد و آهق از طالبخان می گذرد